# Янг, Чик
Чик Янг (англ. Chic Young; настоящее имя Мюрат Бернард Янг [англ. Murat Bernard Young]; 9 января 1901, Чикаго — 14 марта 1973, Сент-Питерсберг, Флорида) — американский художник комиксов, создатель серии комиксов Blondie. Ещё при жизни считался одним из самых известных и талантливых создателей комиксов.
Родился в Чикаго в семье торговца обувью и художницы, рисованием увлекался с детства под влиянием матери. Среднюю школу окончил в Сент-Луисе, после чего вернулся в Чикаго, где работал стенографистом в железнодорожной компании, по вечерам посещая лекции в Институте искусств. Свой первый комикс, The Affairs of Jane, придумал и нарисовал в 1921 году, переехав в Кливленд. С 1922 года жил в Нью-Йорке, придумав в 1922 году комикс Beautiful Bab, а в 1924 — Dumb Dora. Летом 1930 года он начал рисовать комикс Blondie, в итоге сделавший его знаменитым и богатым человеком.
За свою жизнь Янг нарисовал более 15 000 историй этого комикса. В 1948 году за этот комикс он получил премию Рубена от Национального общества художников комиксов. К началу 1960-х годов истории о Блонди публиковались более чем в 1500 газетах по всему миру.